# Casa Hacienda San José
Casa Hacienda de San José es una casa hacienda situada en El Carmen, departamento de Ica. Fue construida a inicios del siglo XVII por la Compañía de Jesús. La propiedad pasa al Conde de Monteblanco.

### Azúcar y Miel
Las primeras noticias sobre la Hacienda San José data desde 1688 cuando Rosa Josefa de Muñantones y Aguado casó con Don Andrés Salazar. Como una dote, ella aportó al matrimonio la casa solariega y su iglesia junto a una finca ubicada en el valle de Chincha. Como estaba rodeado de casas señoriales de los jesuitas, San José tuvo que desarrollarse con el fin de sobresalir. Más tarde se transformó en una plantación de azúcar que contenía 87 esclavos negros. La caña de azúcar produjo dos de los productos más dulces y más valoradas en aquellos tiempos: el azúcar y la miel. 

### San Jose y San Regis
En 1764, un nuevo matrimonio fortalece el establecimiento situado en San José : la hija de don Agustín de Salazar y Muñantones, Rosa Salazar Gaviño, se casó con Don Fernando Carrillo de Albornoz y Bravo de Lagunas. Ambos compraron la Hacienda San Regis , que originalmente perteneció a los jesuitas. Esta unión hizo ambas propiedades una de las más ricas de toda Chincha. Más de 1.000 esclavos trabajaban las tierras productoras de caña de azúcar y algodón. Pueblo de El Carmen se remonta a aquellos tiempos (1811), donde muchos esclavos utilizados para ocultar, escapando de la extensa abusos que tenían en las plantaciones. 

### Problemas durante el movimiento de independencia
En 1821, Fernando Carrillo de Albornoz y Salazar, hijo de Rosa y Fernando, era el dueño de las dos casas señoriales de San José y San Regis. El valle de Chincha se sorprendió al ver al General Don José de San Martín y sus tropas desembarcar en Pisco. Algunos esclavos lograron escapar de las plantaciones para unirse a las tropas del Libertador, y Fernando Carrillo de Albornoz y Salazar huyó a España con dos de sus hijos, abandonando a su esposa, Petronila Zavala y su hijo menor, José. El Gobierno tomó posesión de la casa solariega y aterriza justo después de la deserción; sin embargo, Petronila Zavala recuperó la posesión de su casa en 1827. 

### Humo en los campos
Finalmente, la Hacienda San José fue recuperado de las dificultades del movimiento de Independencia. La esclavitud fue abolida en Perú en 1854; sin embargo, un gran número de esclavos seguían trabajando las plantaciones. Aunque la primogenitura ya no era la norma, el hijo mayor de Petronila, Fernando Carrillo de Albornoz y Zavala Fernando y recuperadas la propiedad y se incorporan un tractor de vapor recién llegada de Europa. 

### Cambio de manos
El último heredero de Fernando Carrillo de Albornoz y Zavala y Catalina de Mendoza, Julio Carrillo de Albornoz y Mendoza, de 25 años de edad, fue asesinado por los esclavos en la escalera principal de la casa señorial durante la Guerra del Pacífico. Justo después de su muerte en 1879, la casa fue vendida por su viuda, Catalina del Valle y Osma, a Roberto B. Leguía, el hermano del presidente. La casa fue vendida por éste a Manuela Eguren, la viuda de Cillóniz, en 1913. 

### Días de Presencia
Manuela Eguren, la viuda de Manuel J. Cillóniz y sus 12 hijos vivieron la bonanza de la casa. Una desmotadora de algodón fue construido y el algodón se exportó a Inglaterra directamente desde el puerto de Tambo de Mora en Chincha. El ganado también se adquirió a vender la carne.
En 1960, después de la Ley Agraria se aprobó, durante el primer mandato del presidente Fernando Belaunde, las tierras se dividieron entre los hijos de Manuela Eguren. Las tierras fueron adquiridas por don Julio Cillóniz Eguren, uno de los hijos de Manuela, que a su vez les transmiten a sus 4 hijos: Julio, Augusto, Germán y Amelia Cillóniz Garfias, cada uno heredar 150 has. En 1968 Augusto falleció y su viuda, Doña Angela Benavides de Cillóniz compra la Casona de San José a sus cuñados. Doña Ángela falleció el 28 de agosto de 2020 y hoy la Casa pertenece a sus 11 hijos. En 1970, la casa Hacienda fue declarado Patrimonio Cultural.

## Galería

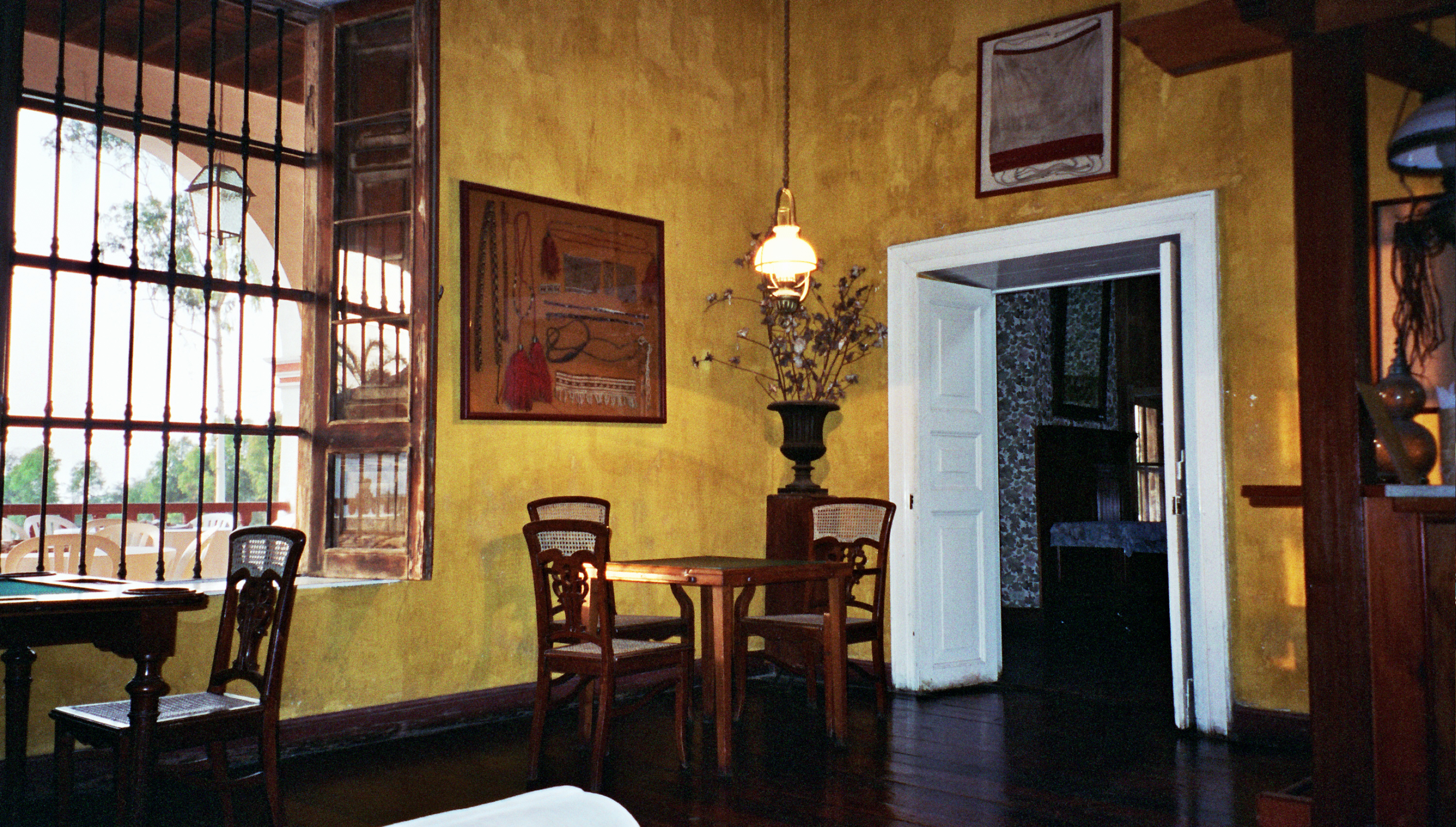
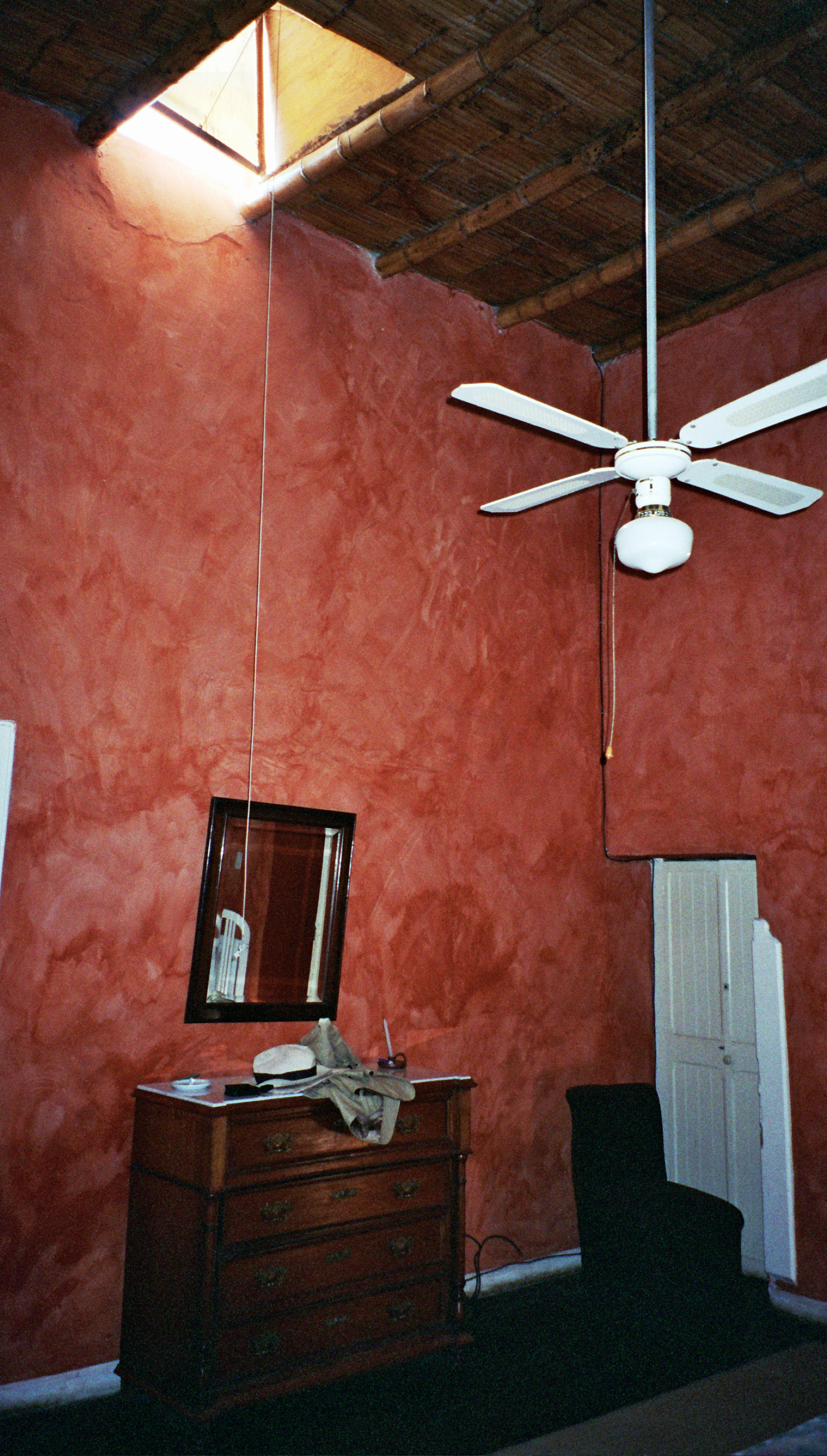
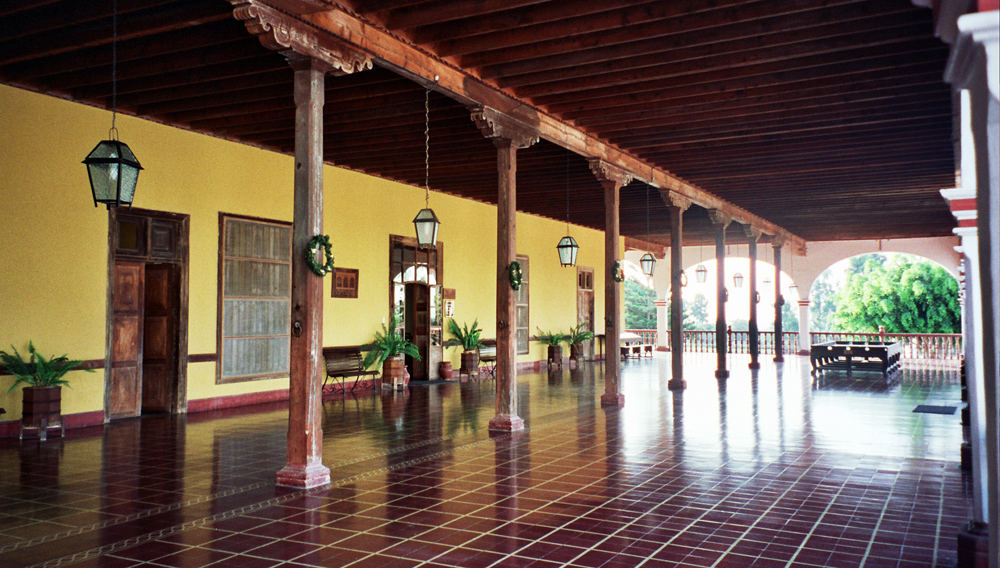
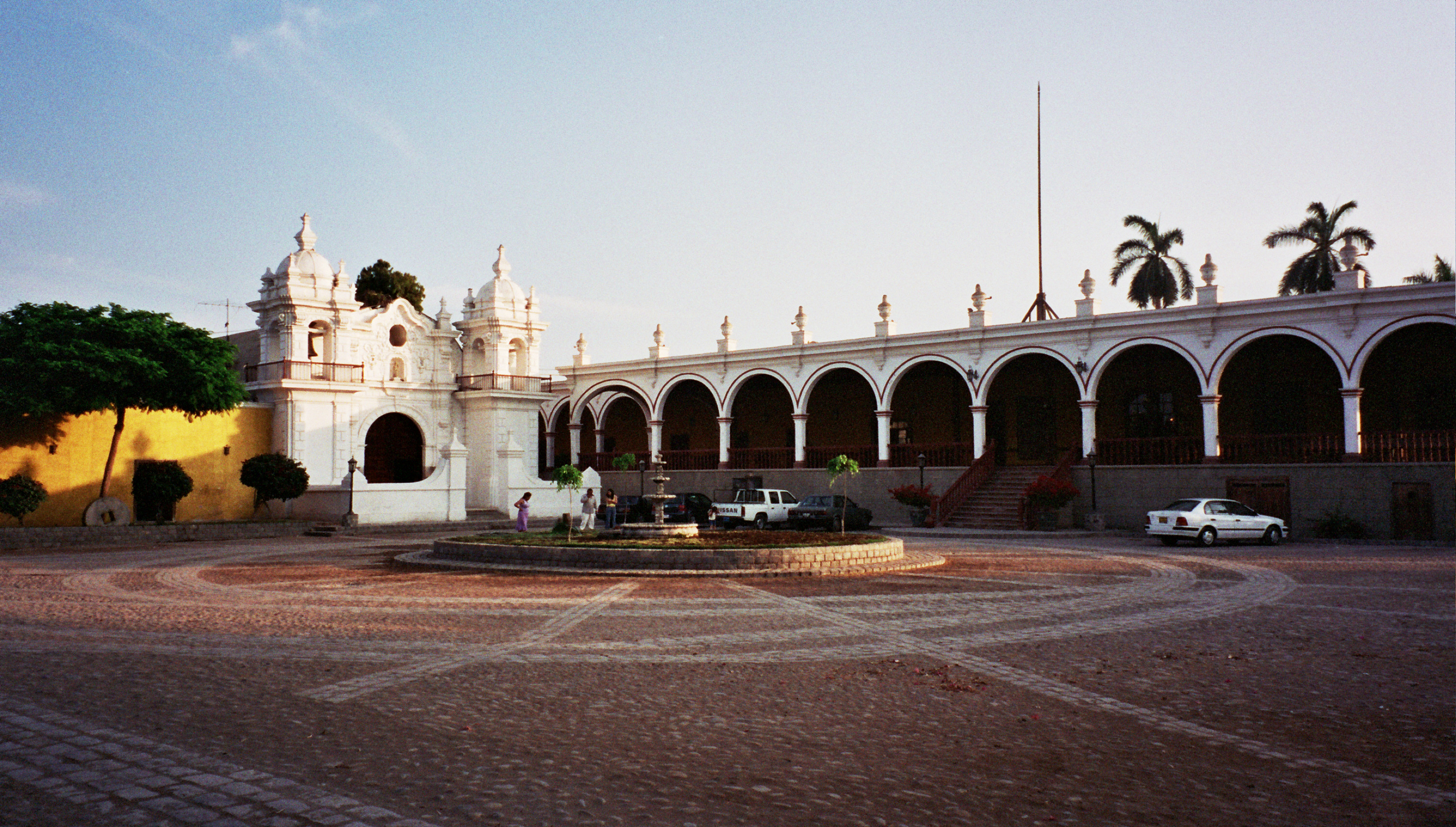